# Głodowa Koszalińska
Głodowa Koszalińska – zlikwidowany przystanek koszalińskiej kolei wąskotorowej w Głodowej, w województwie zachodniopomorskim, w Polsce. Został zlikwidowany w 2007 roku.